# Шуваев, Игорь
Игорь Шуваев (Igors Šuvajevs) (7 апреля 1963 — 12 апреля 2024) — латвийский философ, профессор Латвийского университета, действительный член Латвийской академии наук (2017).
Родился 7 апреля 1963 года в Приекуле, по отцу русский, по матери латыш. Окончил историко-философский факультет Латвийского университета (1986).
Работал в Институте философии и права Латвийской Академии наук. В 1995 году защитил докторскую диссертацию. С 1998 года ведущий научный сотрудник.
С 2006 г. профессор Латвийского университета. Читал лекции в Карловом университете в Праге, в Вентспилсской высшей школе, в Латвийской Академии художеств.
С 2000 года член-корреспондент, с 2017 г. академик Латвийской академии наук.
Сфера научных интересов — история философии, этика и философия искусства жизни, психоанализ.
Перевёл на латышский язык труды Иммануила Канта, Артура Шопенгауэра, Фридриха Ницше, Карла Ясперса, Альфреда Шмидта. Автор комментариев к работам классиков психоанализа: Зигмунда Фрейда, Карла Густава Юнга, Альфреда Адлера.
Лауреат премии Европейской академии наук и искусств (2001), награждён австрийским Почётным Крестом в области науки и искусства (2015).
Умер 12 апреля 2024 года.
Сын — Андрис Шуваев, антрополог, депутат 14-го Сейма Латвии.
Монографии (на латышском языке):
- Психоанализ в Латвии. Рига: Зинатне, 2024. 576 с.
- Маргиналии. Рига: Непутнс, 2023. 207 с.
- Душа позаботится. Судьбы ценностей. Рига: Зинатне, 2019. 318 с.
- Индивидуальная психология в Латвии. Рига: Зинатне, 2019. 399 с.
- Хомо империя России. Генеалогические заметки. Рига: ФСИ, 2015. 94 с.
- Характеристики времени. В поисках ценностей и идентичности. Рига: ФСИ, 2013. 2., 351 страница.
- Психоанализ: идеи, их развитие и контексты. Рига: Зинатне, 2012. 326 с.
- Следы психоанализа в Латвии. Рига: LU Academic Press, 2012. 251 страница.
- Характеристики времени. В поисках ценностей и идентичности. Рига: ФСИ, 2012. 303 с.
- Философия как искусство жизни. Рига: Звайгзне АВС, 2007. 152 страницы.
- Фрейд. Рига: Звайгзне АВС, 2003. 112 с.
- Глубинная психология. Люди, идеи и решения. Рига: Звайгзне АВС, 2002. 335 с. 2-е изд. — 2006 г.
- Беседы о философии. 1. д. Рига: Звайгзне АВС, 1999. 157 с. 2. Рига: Звайгзне АВС, 2000. 173 с.
- Прелюдии. Культурно-исторические и философские исследования. Рига: Интелектс, 1998. 197 с.
- Психоанализ и искусство жизни. Рига: Интеллекты, 1998. 2-е изд. 247 страниц